# Jewel Taylor
Jewel Cianeh Taylor (ur. 17 stycznia 1963 w Zorzorze) – liberyjska polityczka. Pierwsza dama Liberii w latach 1997–2003 oraz pierwsza kobieta na stanowisku wiceprezydenta Liberii.

## Życiorys

### Młodość, edukacja i kariera zawodowa
Taylor urodziła się 17 stycznia 1963 w Zorzorze.
W 2011 roku ukończyła studia prawnicze na Louis Arthur Grimes School of Law na University of Liberia.
Ukończyła studia pierwszego stopnia z bankowości i ekonomii oraz studia drugiego stopnia z bankowości. Pełniła funkcję zastępczyni gubernatora National Bank of Liberia, poprzednika Centralnego Banku Liberii ustanowionego w 2000 roku. Była prezeską Agriculture Cooperative and Development Bank, a wcześniej pracowała w First Union National Bank.

### Działalność polityczna
Jest członkinią Partii Narodowo-Patriotycznej.
Będąc pierwszą damą za prezydentury Charlesa Taylora angażowała się w projekty edukacyjne oraz zdrowotne.
Z powodzeniem wystartowała w wyborach generalnych w Liberii w 2005 roku, obejmując mandat w Senacie Liberii z ramienia Partii Narodowo-Patriotycznej. Zdobyła 50 452 głosy (z 177 468 oddanych) uzyskując 28,4% poparcia. W Senacie zasiadła w Komitecie ds. zdrowia, kobiet i młodzieży (jako przewodnicząca), Komitecie ds. kont publicznych i audytu (jako współprzewodnicząca), Komitecie ds. bankowości i ubezpieczeń (jako współprzewodnicząca), Komitecie ds. terenów rolnych, kopalń i energii, Komitecie ds. planowania i spraw ekonomicznych, Komitecie ds. emerytur i ubezpieczeń społecznych oraz Komitecie ds. zagranicznych.
Uzyskała reelekcję w wyborach do Senatu Liberii w 2014 roku z poparciem 35,2%, uzyskując 13 672 głosy (z 38 812 oddanych).
W 2017 roku George Weah ogłosił ją swoją kandydatką na urząd wiceprezydenta Liberii w trakcie wyborów generalnych w Liberii w 2017 roku. W pierwszej turze uzyskali 596 037 głosów (38,4% poparcia). W drugiej turze zwyciężyli z parą złożoną z Josepha Boakai i Jamesa Emmanuela Nuquay zdobywając 732 185 głosów (61,5% poparcia). Została pierwszą kobietą na tym stanowisku. Jej miejsce w Senacie zajął Henrique Tokpa. W przedterminowych wyborach uzyskał 27 808 głosów.
W trakcie wyborów generalnych w Liberii w 2023 roku bez powodzenia starała się o reelekcję. W pierwszej turze wraz z Weahem zdobyli 804 087 głosów (43,83% poparcia). W drugiej turze wyborów zwyciężyli Boakai i Jeremiah Koung zdobywając 814 481 głosów (50,64% poparcia). Względem pierwszej tury Taylor i Weah utracili 10 173 głosów.

### Życie prywatne
Jej byłym mężem jest Charles Taylor, liberyjski polityk, były prezydent i dyktator Liberii, pierwszy przywódca państwa afrykańskiego, skazany przez międzynarodowy trybunał za zbrodnie wojenne i zbrodnie przeciwko ludzkości i odsiadujący karę 50 lat pozbawienia wolności.